# Rajd Dolnośląski 1987
Rajd Dolnośląski 1987 – 3. edycja Zimowego Rajdu Dolnośląskiego. Był to rajd samochodowy rozgrywany od 24 do 25 stycznia 1987 roku. Była to pierwsza runda Rajdowych Samochodowych Mistrzostw Polski w roku 1987. Rajd składał się z szesnastu odcinków specjalnych. Rajd rozgrywany był na śniegu i lodzie. Zwycięzcą został Marian Bublewicz.

## Wyniki końcowe rajdu[1][2]
| Miejsce | Kierowca          | Pilot                 | Samochód               | Czas    | Strata | Grupa Klasa |
| ------- | ----------------- | --------------------- | ---------------------- | ------- | ------ | ----------- |
| 1       | Marian Bublewicz  | Ryszard Żyszkowski    | FSO Polonez 2000 Turbo | 2:19:24 | -      | B-21        |
| 2       | Lesław Orski      | Lech Wójcik           | Volkswagen Golf II GTi | 2:30:33 | +11:09 | A-13        |
| 3       | Andrzej Koper     | Sławomir Barszczewski | Renault 5 Alpine       | 2:31:21 | +11:57 | P-31        |
| 4       | Romuald Chałas    | Grzegorz Gac          | FSO 1500               | 2:37:20 | +17:56 | A-14        |
| 5       | Bogdan Herink     | Janusz Bronikowski    | Ford Escort RS 2000    | 2:37:38 | +18:14 | P-31        |
| 6       | Paweł Przybylski  | Arkadiusz Świstow     | FSO 1500               | 2:38:40 | +19:16 | A-14        |
| 7       | Waldemar Doskocz  | Piotr Prokulewicz     | FSO 1300               | 2:43:09 | +23:45 | A-12        |
| 8       | Ryszard Trzciński | Maciej Hołuj          | Lada VAZ 2105 VFTS     | 2:44:54 | +25:30 | B-21        |
| 9       | Dariusz Poletyło  | Robert Burchard       | FSO 1600               | 2:46:29 | +27:05 | A-14        |
| 10      | Marek Ryndak      | Adam Nowak            | FSO 1300               | 2:47:39 | +28:15 | A-12        |